# Las Acacias (Santa Cruz de Tenerife)
Las Acacias es un barrio de la ciudad de Santa Cruz de Tenerife (Canarias, España), que se encuadra administrativamente dentro del distrito de Centro-Ifara.

## Características
El barrio de Las Acacias queda delimitado de la siguiente manera: desde el vértice sur del barrio, situado en el inicio de la carretera de Los Campitos, asciende el límite por esta carretera hasta el inicio del edificio número 6, desde donde sube en línea recta por el lomo hasta retomar la carretera de Los Campitos en la curva frente a la vivienda número 55. El límite sigue por el eje de la carretera en dirección norte hasta el barranquillo del Aceite o Aseite a su paso por la carretera general, descendiendo por el cauce rumbo sur hasta el puente de la calle de Luis Diego Cuscoy. Desde aquí continúa por la calle del Poeta Tomás Morales dirección oeste hasta su entronque con la calle Prosperidad, que toma en un corto tramo en dirección noroeste hasta la calle de Domingo J. Manrique, y desde aquí dirección suroeste hasta el punto de partida.
Se trata de un barrio residencial, compuesto por algunos bloques de viviendas y chalés particulares.
Las Acacias se ubica a una altitud media de 137 m s. n. m. a unos 2 kilómetros del centro de la ciudad, y abarca una superficie de 0,12 km².
En el barrio se ubica el Hospital Quirón Tenerife (antigua Clínica La Colina).

## Historia
La zona sobre la que se levanta el barrio comprendía diversas fincas agrícolas hasta la década de 1960. Comienzan entonces a aparecer las primeras construcciones, hasta la consolidación del núcleo en la década de 1990.

## Demografía
A 1 de enero de 2016 poseía 649 habitantes.
| Año        | 2005 | 2006 | 2007 | 2008 | 2009 | 2010 |
| ---------- | ---- | ---- | ---- | ---- | ---- | ---- |
| Habitantes | 583  | 768  | 763  | 756  | 756  | 758  |

## Transporte público
El barrio posee paradas de taxi en la calle del Poeta Rodríguez Herrera, frente al Hospital Quirón.
En guagua queda conectado mediante la siguiente línea de Titsa:
| Línea | Trayecto                                        | Recorrido |
| ----- | ----------------------------------------------- | --------- |
| 902   | Intercambiador - Plaza Los Patos - Barrio Nuevo | Recorrido |